# 那吾克熱·玉素甫江
那吾克热·玉素甫江（維吾爾語： نەۋقىران يۈسۈپ‎，拉丁维文：Newqiran Yüsüp；1989年12月8日—），出生于新疆乌鲁木齐市，中国流行说唱男歌手。2015年參加選秀節目《中国好歌曲第二季》，最終獲得刘欢組5強。2017年，在中國音樂選秀節目《夢想的聲音第二季》上演唱《紙飛機》。2018年，参加爱奇艺音乐选秀节目《中国新说唱》於總決賽获得第二名。

## 早年经历
那吾克热·玉素甫江出生于新疆维吾尔自治区乌鲁木齐市，在北京第二外国语学院畢業后，他并沒有回到新疆，而是選擇繼續北漂當一名音樂製作人。并在2014年出了專輯而正式出道。

## 演艺经历
2015年，參加中國音樂選秀節目《中国好歌曲第二季》，最終獲得劉歡組4強。
2017年，參加中國音樂選秀節目《夢想的聲音第二季》。
2018年，参加爱奇艺音乐选秀节目《中国新说唱》，并於一首《兒子娃娃》成為此節目第一個3Pass（全票通過）的選手。最終獲得第二名。